# Sucesos de Bujalance
Se conoce como sucesos de Bujalance a una serie de hechos que acontecieron en la localidad española de Bujalance, provincia de Córdoba, en diciembre de 1933, durante la Segunda República. Convocada huelga general por la CNT para después de las elecciones del 3 de diciembre -segunda vuelta de las elecciones generales- el día 7 de diciembre de 1933 se produjo en el municipio próximo de Palenciana un intento de prender fuego a la iglesia del pueblo. El siniestro fue prontamente sofocado. Tres días después, en Bujalance, que cuenta con un sindicato de la CNT extraordinariamente potente, Sindicato de Oficios Varios "La Armonía", con más de 3.500 cotizantes, se inicia la insurrección armada. El Gobierno republicano necesitó desplazar a Bujalance una sección del Ejército desde Córdoba capital para poner fin al levantamiento revolucionario. Los muertos fueron cuantiosos entre los obreros, hallando sus cuerpos sin vida por las calles de Bujalance, especialmente virulentos en el entorno de la calles La Cuesta y del Huerto donde se contaron 2 muertos en la primera y 3 en la segunda y el barrio conocido de "la Vega" en el Llanete y calle Tinajeros, conocida como "del molino". La represión posterior fue brutal; la conducción desde Porcuna a Bujalance del Secretario general de la CNT de Bujalance, Milla y el Tesorero, Porcel, acabó con el asesinato de ambos en los llamados "Puentes de Cañete" al serles aplicada la llamada "ley de fugas", en realidad el asesinato por la espalda de ambos dirigentes.

## Contexto histórico
Tras las elecciones que dieron el gobierno a las derechas en noviembre (primera vuelta) y diciembre (segunda vuelta) de 1933, la CNT no se lo pensó dos veces y convocó una huelga general revolucionaria que arranca el sábado 8 de diciembre y se extiende sobre todo por Aragón, Cataluña, León y Andalucía. En Bujalance, localidad agrícola con 14 000 habitantes y varios miles de afiliados a la CNT, la situación era tensa ya en ese momento por la muerte reciente de un patrón tiroteado en un camino. El día 10 de diciembre se declara en el pueblo la huelga general y vecinos armados recorren las calles anunciando la proclamación del comunismo libertario. Los disparos entre huelguistas y guardias civiles, a los que se irán sumando refuerzos, comienzan al anochecer y van a seguir hasta el día 12 por la tarde, cuando dan paso a las detenciones, que llegarán a ser más de trescientas cuarenta, y las requisas de armas. 

## Revuelta
Por la tarde del lunes 10 de diciembre, la policía intentó identificar a varios individuos sospechosos, algunos de los cuales respondieron con armas de fuego, refugiándose en la casa del jefe anarquista de la localidad, Bartolomé Parrado Sánchez. En auxilio de la policía acudió una patrulla de la Guardia Civil a las órdenes del teniente Federico Gómez Cota, que resultó herido en el tiroteo entablado con los revolucionarios. A primeras horas de la madrugada llegaron al pueblo refuerzos de otros puestos, pero para entonces los revolucionarios ya se habían organizado en varios grupos y tomado varios lugares del pueblo. 
Por la mañana del martes, las fuerzas del orden se desplegaron en pequeños grupos. En uno de ellos estaba encuadrado el guardia Félix Wolgeschaffen, que se despistó del resto de sus compañeros y en la plaza de Santa Cruz recibió un disparo que lo dejó malherido, momento en que fue acometido por un
grupo de revolucionarios, que lo desarmaron y remataron a puñaladas y a tiros.  Ante la retirada de la Guardia Civil la revuelta se generalizó en todo el barrio. Los rebeldes, organizados en seis grupos, fuertemente armados de escopetas, pistolas y hachas, se lanzaron a la conquista de los objetivos señalados por los cabecillas del movimiento. Entre los cabecillas destaca Ildefonso Coca, veterano anarquista.
Uno de estos grupos se encaminó a Telégrafos, con objeto de apoderarse de las comunicaciones y avisar al gobernador de Córdoba qué nada ocurría en la villa. En la estación telegráfica no había más que el oficial Juan Begué Castro, su esposa y dos niños de corta edad. El primer requerimiento de las turbas al telegrafista fue una lluvia de metralla sobre la casa y numerosos hachazos en la puerta de entrada. A. pesar de las amenazas, el telegrafista se negó a abrir, y, desafiando las balas, telegrafió al gobernador que estaba cercado, que los grupos se adueñaban del pueblo y era preciso el envío de fuerzas. La primera autoridad de la provincia le indicó que si veía su vida en peligro se pusiera a salvo. Begué contestó con estas palabras: —Hasta que no me despedacen no abandonaré mi puesto. Poco después, unos guardias civiles llegaban hasta Telégrafos y a tiros ponían en fuga a los revoltosos.
Otra columna, encabezada por Antonio Milla Salas, se dirigió al Ayuntamiento al grito de ¡Viva el comunismo libertario!. Iban armados de palos, hachas, y algunas pistolas. En el Consistorio, el alcalde Cristóbal Girón Romera y un grupo de guardias municipales los recibieron con disparos.

## Detenciones
En la mañana del día 13 se sucedieron las detenciones, que pasaron de las 80. Los cabecillas, Ildefonso Coca, David Milla, el Niño del Aceite, Romera, el Perdigón y el Jubiles, no fueron detenidos. Por la tarde, llegó desde Córdoba el coronel de la Guardia Civil Evaristo Peñalver, que verificó el estado de tranquilidad del pueblo.

## Muertos y heridos
Como consecuencia de los enfrentamientos resultaron muertas 8 personas: un guardia civil y 7 sindicalistas. Con heridas de gravedad resultaron dos guardias civiles y cinco sindicalistas, a los que hubo que sumar dos detenidos, presidente y secretario del sindicato, a los que se aplicó la ley de fugas (muertos). Ildefonso Coca, el cabecilla, desapareció tras la insurrección, aunque su casa fue bombardeada.

### Víctimas mortales
- Félix Wolgeschaffen, guardia civil de Montoro (brutalmente mutilado).[8][9] Era hijo de Raimundo Wolgeschaffen, de la Comandancia de Vizcaya.
- Pedro Belmonte Martínez, un niño de corta edad hijo de patrono.
- José alias El Toruno.
- José Torrico
- Damián Comarín, patrono.
- Manuel Haro Rubio, obrero. Herido, según fuentes.
- Damiana Navarro Mora
- Damián Gomáriz
- Alfonso Álvarez Barranco, herido grave.
- Manuel Molina Martínez, herido grave.

## Repercusión en la capital
El periódico La Voz, aunque reconoce que no puede informar de lo acontecido por la censura previa, avisa de posibles víctimas en Bujalance. Si en la página 5 se encara con el periódico socialista El Sur, dirigido por Fernando Vázquez Ocaña, que compara lo sucedido en Bujalance con las tristes jornadas de Casas Viejas de enero de 1933. En la página 6 se informa de las repercusiones del movimiento anarquista en la capital cordobesa, con la explosión de una bomba y dos petardos de pequeñas dimensiones.

## Detenidos en Porcuna
Dos días después de los hechos, el 15 de diciembre, fueron detenidos en Porcuna tres implicados en los sucesos de Bujalance: Antonio Milla Salas, José Porcel y otro individuo. Trasladados a Bujalance en un camión, a la altura del cruce de la carretera de Cañete con la de Bujalance, unos emboscados hicieron fuego contra el vehículo. Una vez en el suelo, los guardias dispararon contra los atacantes y contra los detenidos, que huían. Al día siguiente se hallaron dos cadáveres, el de Antonio Milla Salas y José Porcel, secretario del Centro Obrero La Armonía. Un tal Juan Fernández se dio por huido.
En Bujalance, ese mismo día se practicaron otras 20 detenciones y se recuperó el fusil del guardia civil asesinado.

## Consejo de Guerra
El consejo de guerra celebrado en Córdoba en diciembre de 1935 dictó condenas que iban desde los treinta años de cárcel, las más graves, hasta los dos años de cárcel, las más leves, para un total de 17 de los 32 encausados.